# Kårböle
Kårböle (PRONÚNCIA APROXIMADA côr-bêle) é uma pequena localidade da Suécia, situada na província histórica da Hälsingland.
Tem cerca de  75 habitantes, e pertence à comuna de Ljusdal.
Está localizada a 50 km a noroeste da pequena cidade de Ljusdal.

As florestas na região de Kårböle foram duramente assoladas pelos grandes incêndios florestais no verão de 2018.